# 会津坂下インターチェンジ
会津坂下インターチェンジ（あいづばんげインターチェンジ）は、福島県河沼郡会津坂下町にあるインターチェンジである。
JR東日本只見線沿い地域の最寄ICであり、奥会津の玄関口である。

## 道路

### 本線
- E49 磐越自動車道（8番）

### 接続する道路
- 国道49号
- 国道252号

## 料金所
- ブース数：4

### 入口
- ブース数：2
  - ETC専用：1
  - 一般：1

### 出口
- ブース数：2
  - ETC専用：1
  - 一般：1（精算機）

## 周辺
- JR只見線 会津坂本駅
- 七折峠
- 只見川

## 隣
E49 磐越自動車道
(7) 会津若松IC - (7-1) 新鶴PA/SIC - (8) 会津坂下IC - (9) 西会津IC/PA